# Yangyu (köpinghuvudort i Kina, Shaanxi, lat 34,64, long 108,21)
Yangyu (kinesiska: 阳峪, 阳峪镇) är en köpinghuvudort i Kina. Den ligger i provinsen Shaanxi, i den nordvästra delen av landet, omkring 76 kilometer nordväst om provinshuvudstaden Xi'an. Antalet invånare är 30 274. Befolkningen består av 14 569 kvinnor och 15 705 män. Barn under 15 år utgör 17,0 %, vuxna 15-64 år 73 %, och äldre över 65 år 8,0 %.
Runt Yangyu är det tätbefolkat, med 442 invånare per kvadratkilometer. Närmaste större samhälle är Jianjun, 8,5 km nordväst om Yangyu. Trakten runt Yangyu består till största delen av jordbruksmark.
Genomsnittlig årsnederbörd är 643 millimeter. Den regnigaste månaden är september, med i genomsnitt 150 mm nederbörd, och den torraste är december, med 1 mm nederbörd.